# Hertog van Brabant (België)

Wapenschild van het hertogdom Brabant

Wapen van Elisabeth als hertogin van Brabant

Hertog van Brabant is in de Belgische context een dynastieke titel die in de regel aan de kroonprins(es) van het Belgische koningshuis gegeven wordt. Het alludeert op de hertogelijke titel van het oude hertogdom Brabant. De titel verwijst dus niet naar de voormalige provincie Brabant, maar naar het hertogdom Brabant, het voornaamste gewest van de Habsburgse Nederlanden. Het vroegere hertogdom omvat de huidige Nederlandse provincie Noord-Brabant, de Vlaamse provincies Antwerpen en Vlaams-Brabant, de Waalse provincie Waals-Brabant en het Brussels Hoofdstedelijk Gewest.
De titel Hertog van Brabant werd binnen de Belgische dynastie voor het eerst verleend in 1840, aan prins Leopold, de tweede (maar toen al oudst overlevende) zoon van koning Leopold I. Door het toekennen van deze titel beoogde men de prinsen van jongs af aan te betrekken bij het nationaal gevoel en de herinneringen van het vaderland.
Na de eedaflegging van koning Albert I in 1909 werd beslist dat de titel Hertog van Brabant voortaan gedragen zou worden door de prins, oudste zoon van de koning, en bij gemis van een zoon, door de oudste kleinzoon van de koning. De titel zal deze van Prins van België voorafgaan.
Prins Leopold droeg deze titel tot hij in 1934 zijn vader als koning Leopold III opvolgde. Nadien droeg prins Boudewijn, oudste zoon van koning Leopold III, deze titel tot zijn troonsbestijging in 1951.
Na de eedaflegging van koning Albert II als zesde Koning der Belgen in 1993, verkreeg zijn oudste zoon prins Filip de titel Hertog van Brabant en zijn vrouw Mathilde d'Udekem d'Acoz werd na hun trouwen in 1999  automatisch Hertogin van Brabant. De titel Hertog van Brabant is de enige dynastieke titel in België die nog verleend wordt, alle andere dynastieke titels worden niet meer verleend (alhoewel de titel Prins van Luik nog wel gevoerd wordt door koning Albert II).
In 2013, na de eedaflegging van Koning Filip als zevende Koning der Belgen werd prinses Elisabeth de eerste hertogin van Brabant, als eerste vrouwelijke troonopvolgster van de Belgische troon.
De Spaanse koning is ook hertog van Brabant. Hij is een meer rechtstreekse erfgenaam van de Bourgondische hertogen.